# Alice Beckington
Alice Beckington (St. Charles, 30 de julio de 1868 - La Jolla,4 de enero de 1942) fue una pintora estadounidense. 

## Trayectoria

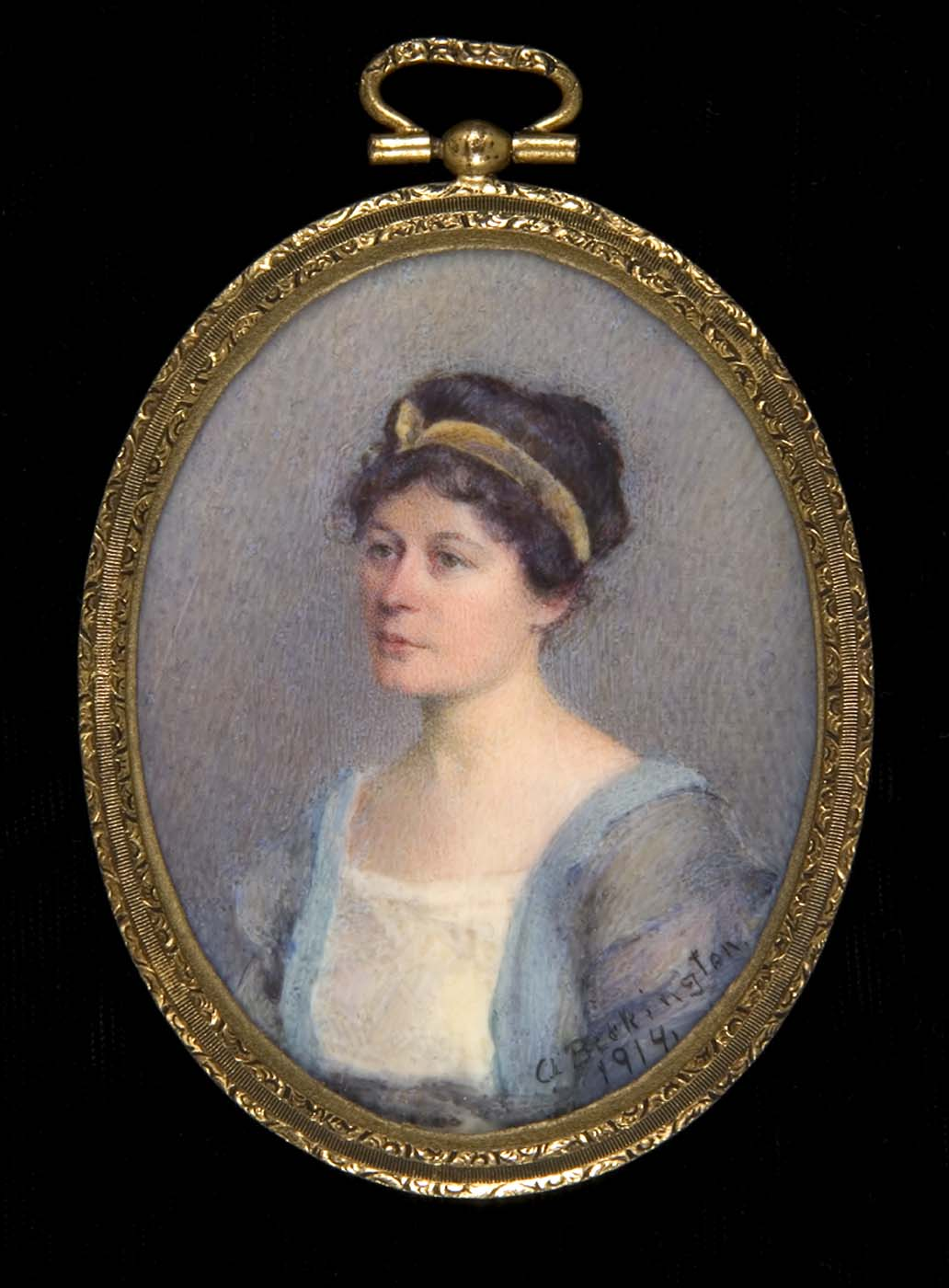
Alice Beckington, Miniatura en el Museo Smithsoniano de Arte Americano

Nacida en St. Charles, Misuri, Beckington estudió arte en la Liga de estudiantes de arte de Nueva York, donde fue alumna de James Carroll Beckwith; también estudió durante un mes con Kenyon Cox. Luego viajó a París para estudiar en la Academia Julian, donde tuvo como instructores a Jules Joseph Lefebvre y Jean-Joseph Benjamin-Constant, y también recibió lecciones con Charles Lasar en su estudio. Celebró exposiciones en Paris Salons y Paris Expositions hasta 1900, incluido el Salon du Champ de Mars. Al regresar a los Estados Unidos, Beckington comenzó a exhibir trabajos en lugares como la Exposición Panamericana, donde recibió una mención de honor, o la Exposición Universal de San Luis de 1904, donde recibió una medalla de bronce, y la Exposición de Primavera de Polonia.
Fue una de las fundadoras de la Sociedad Estadounidense de Pintores en Miniatura, de cuya organización fue presidenta durante varios años, y entre 1905 y 1916 enseñó pintura en miniatura en la Art Students League. También fue miembro, durante su carrera, de la Federación Estadounidense de Artes y la Sociedad de Pintores en Miniatura de Pensilvania. Beckington se encontraba entre las artistas mujeres, incluidas Theodora W. Thayer, Thomas Meteyard, las hermanas Matilda Lewis y Josephine Lewis, y Mabel Stewart, que comenzaron a veraneando en Scituate, Massachusetts a principios de siglo, fundando una pequeña colonia artística. Durante este tiempo, también pasó tiempo con la notable autora feminista Inez Haynes Irwin, y ella y Thayer pintaron retratos de Irwin que se exhibieron en la Knoedler Gallery. En 1935, la Sociedad de Pintores en Miniatura de Brooklyn le concedió la medalla de honor.
Un retrato de Beckington de su alumna Rosina Cox Boardman se encuentra actualmente en la colección del Museo Smithsoniano de Arte Americano. Tres retratos, incluido uno de su madre, son propiedad del Museo Metropolitano de Arte.
Falleció en el barrio de La Jolla de San Diego, California, a los 74 años de edad el 4 de enero de 1942, siendo enterrada en Manchester, Condado de Hartford en Connecticut.

## Galería

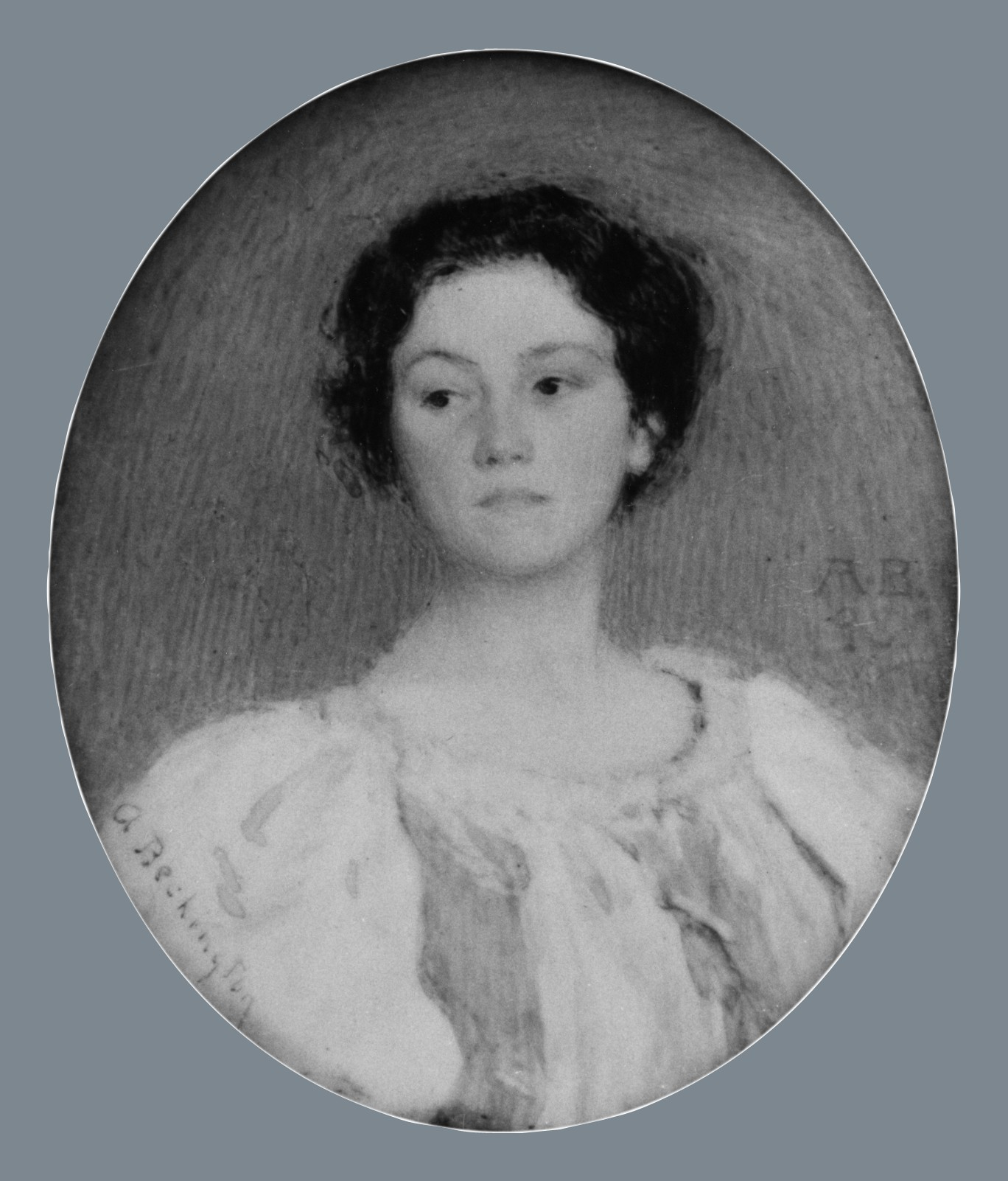
Retrato de la señorita T., 1898
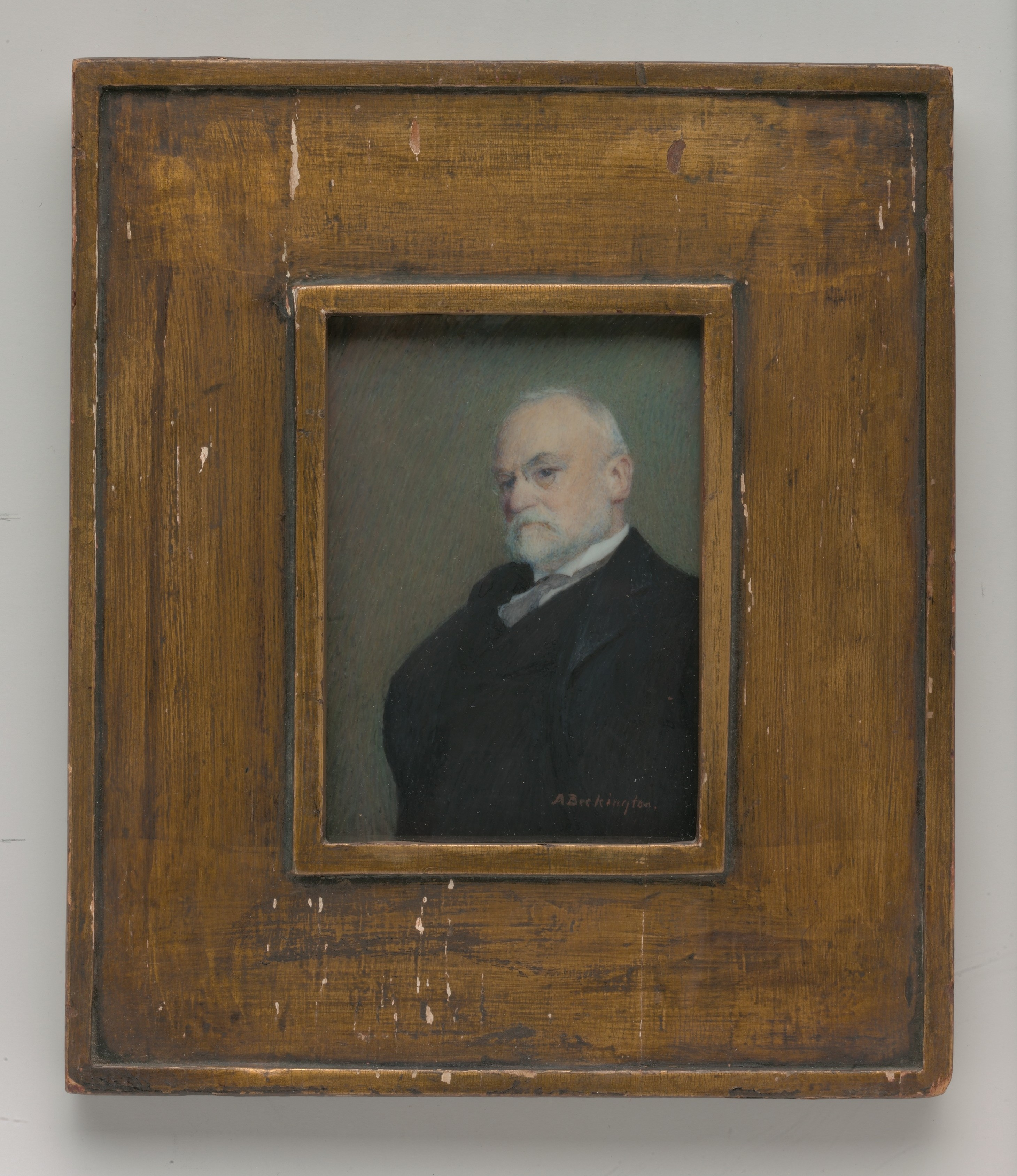
Retrato de Richard Vaughn Lewis. C. 1910
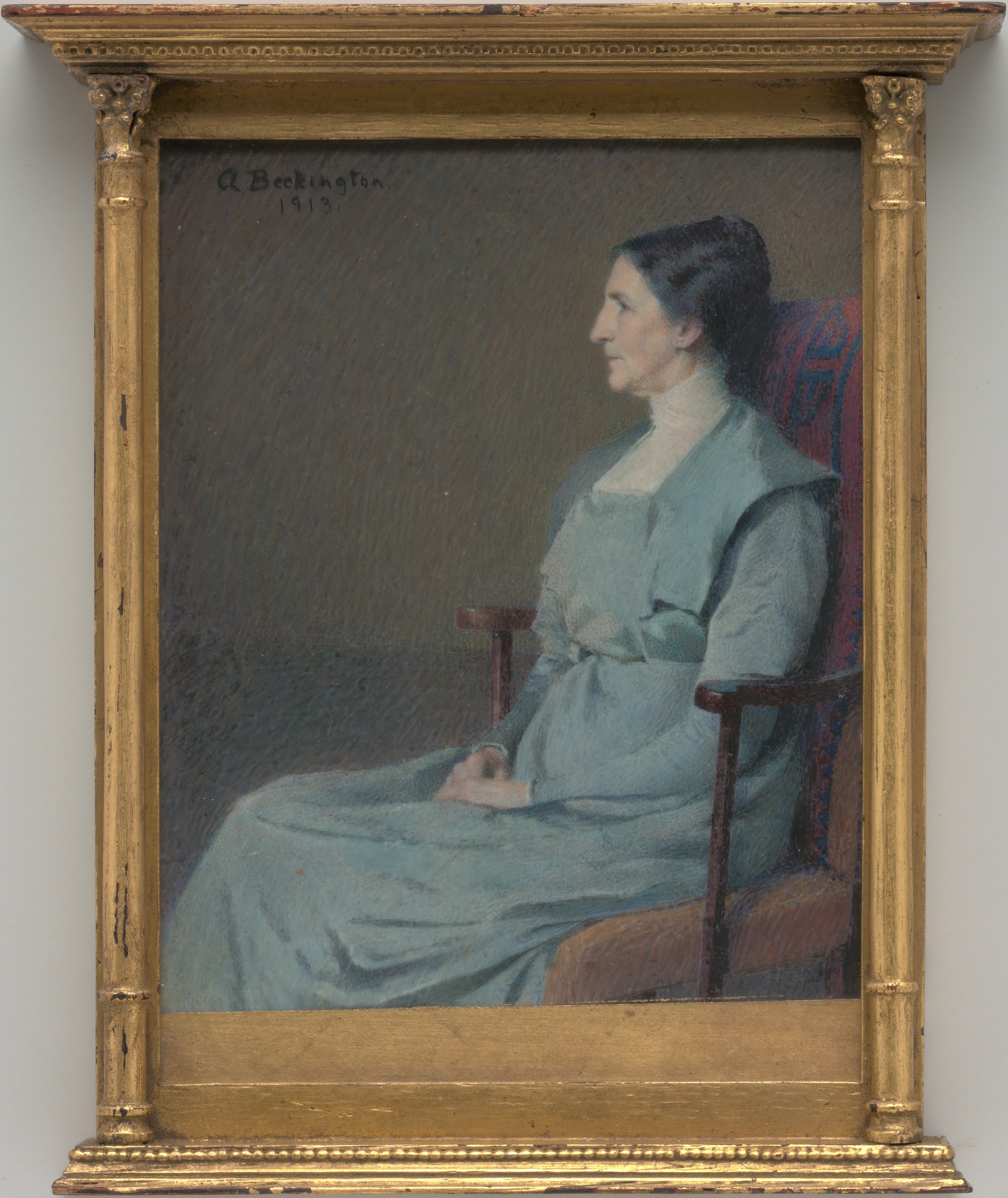
Retrato de la Sra. Beckington (la madre del artista), 1913